# Panayotis Tournikiotis
Panayotis Tournikiotis es un arquitecto, historiador y crítico de arquitectura griego. 
Es profesor Adjunto en la Escuela de Arquitectura de la Universidad Técnica Nacional de Atenas.
Ha escrito varios libros entre los que destaca "La Historiografía de la arquitectura moderna: Pevsner, Kaufmann, Zevi, Benevolo, Hitchcock, Tafuri, Banham, Collins" (285 pp.), libro muy demandado por los profesores de Teoría de la Arquitectura, por ser un manifiesto único en el que se recogen las visiones de la modernidad arquitectónica de los más grandes críticos e historiadores de la arquitectura bajo la visión del ilustre Panayotis.

## Otras publicaciones
- 2001. The Historiography of Modern Architecture. Ed. MIT Press. 358 pp. ISBN 0262700859 en línea

- 1996. The Parthenon and its impact in modern times. Ed. Melissa. 365 pp. ISBN	0810963140

- Datos: Q6059449